# Clerke Rocks
Die Clerke Rocks sind eine Gruppe von 15 kleinen felsigen Inseln im Südatlantik. Sie liegen etwa 74 km südöstlich der Südspitze Südgeorgiens, erstrecken sich von West nach Ost über eine Länge von 11 km und erreichen eine Höhe von bis zu 240 m. Die Felsen sind unbewohnt und gehören politisch zum britischen Überseegebiet „Südgeorgien und die Südlichen Sandwichinseln“, werden jedoch auch von Argentinien beansprucht.
Teil der Clerke Rocks ist die Untergruppe The Office Boys im Nordosten.
Die Inseln wurden am 23. Januar 1775 auf James Cooks zweiter Südseereise von Charles Clerke (1741–1779), dem Kommandanten der Resolution, entdeckt und nach ihm benannt.
Die Felsen weisen Granit auf.